# Dorota z Cezarei

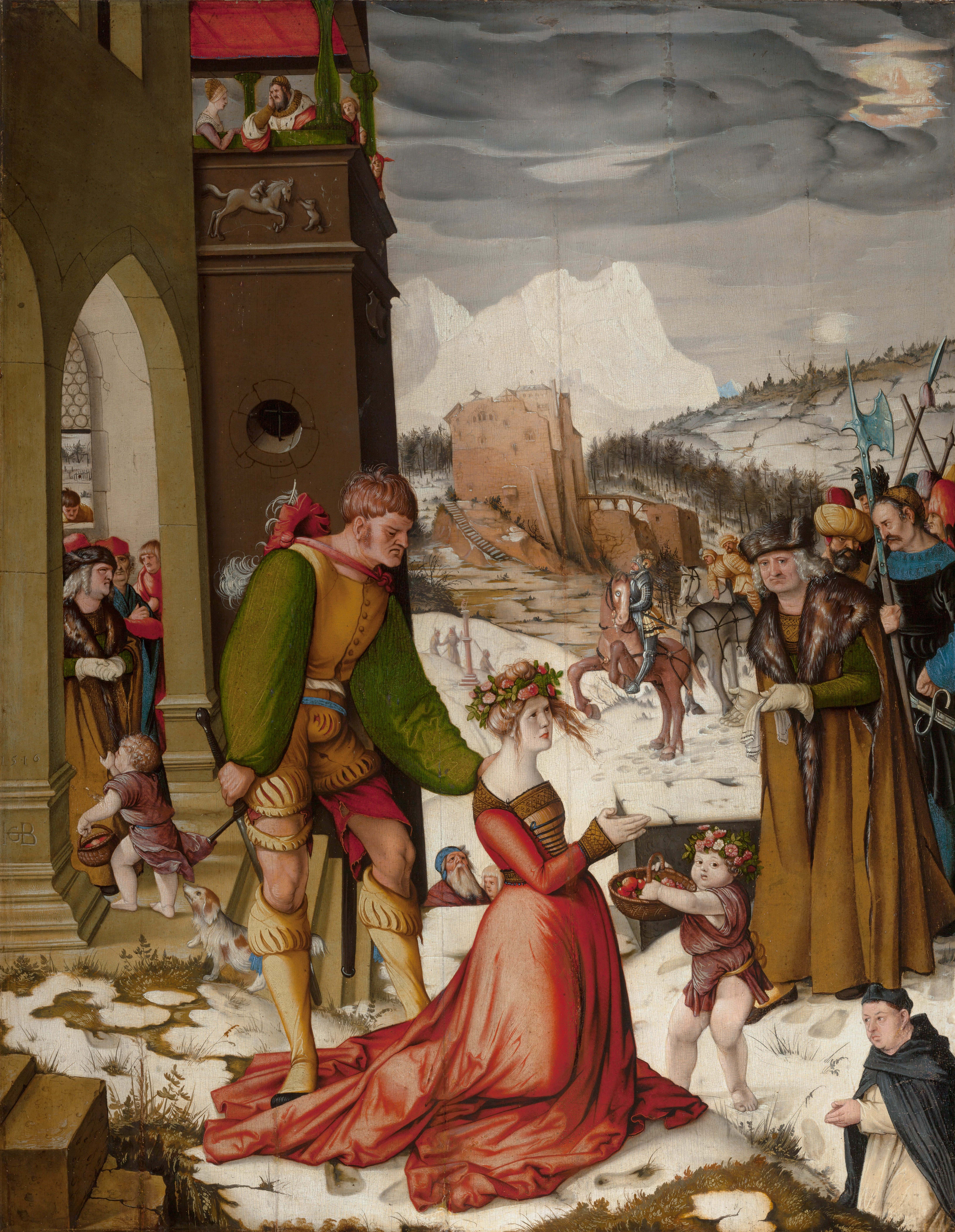
Ścięcie św. Doroty (Hans Baldung, 1516)

Dorota z Cezarei, cs. Muczenica Dorofieja Kiesarijskaja (Kappadokijskaja), diewa (ur. w Cezarei Kapadockiej, zm. ok. 288-300 tamże) – dziewica i męczennica chrześcijańska, święta Kościoła katolickiego i prawosławnego.

## Życiorys

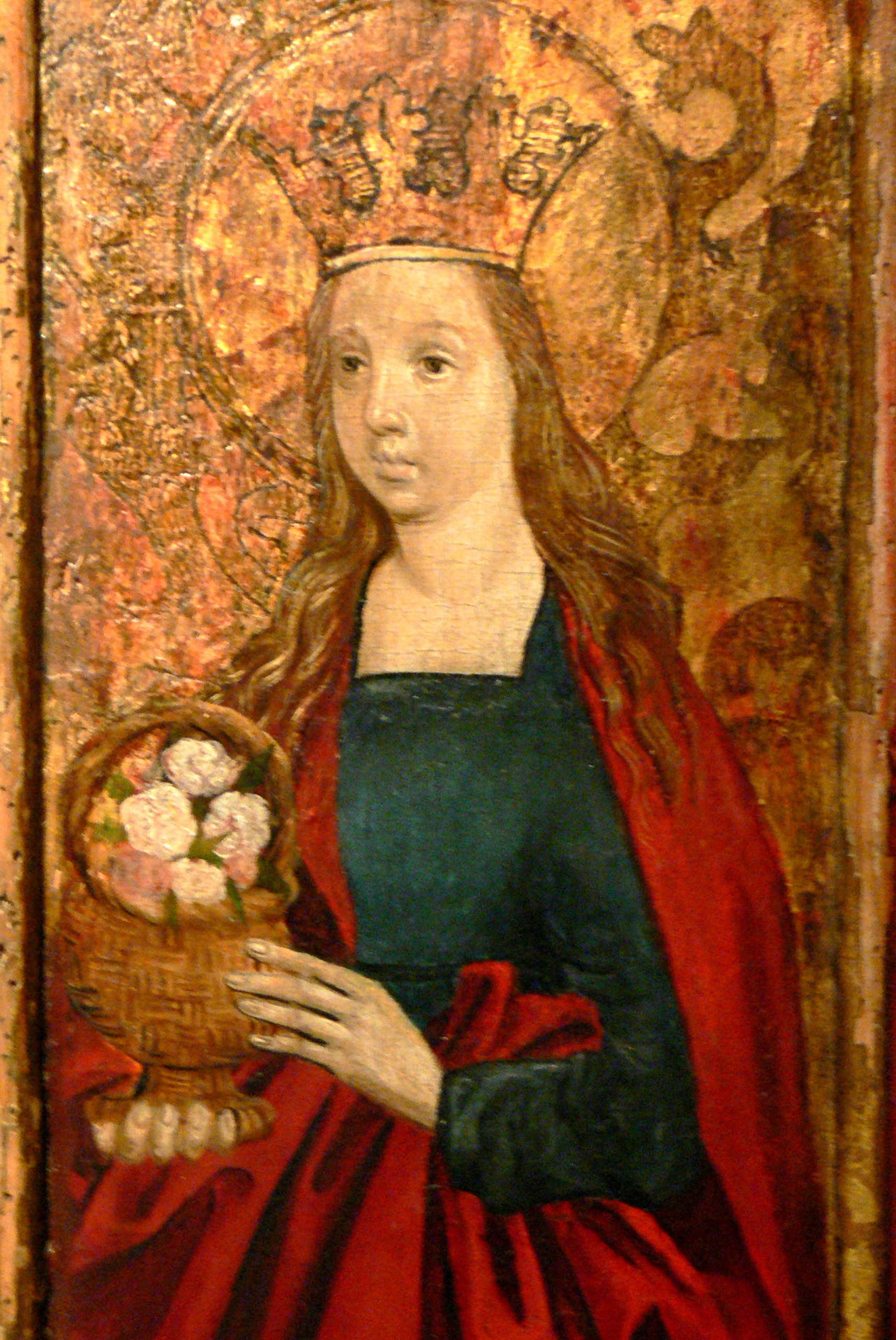
Atrybutem świętej Doroty są kwiaty

O jej życiu nie ma zbyt wiele udokumentowanych wiadomości. Najwcześniejszym źródłem wspominającym św. Dorotę jest Martyrologium Hieronymianum spisane przez św. Hieronima (zm. 419). Żyła prawdopodobnie pod koniec III wieku. Dorota była córką rzymskiego senatora i otrzymała staranne wychowanie.
W czasach prześladowań chrześcijan za panowania cesarza Dioklecjana (284–305), z wyroku Saprycjusza (namiestnika tej prowincji) Dorota została skazana na śmierć. Do zaparcia się wiary namawiały ją dwie odstępczynie (wcześniej chrześcijanki) św. Krystyna i jej siostra św. Kalista. Widząc jednak jej stanowczość, same wybrały męczeństwo. Związano je plecami do siebie i spalono w beczce ze smołą.
Śmierć męczeńska
Prowadzona na śmierć Dorota spotkała młodego poganina, Teofila (pisarza namiestnika), który, szydząc, zapytał, dlaczego tak się śpieszy do śmierci. Gdy usłyszał odpowiedź: „Bo idę do niebieskich ogrodów”, zakpił, mówiąc: „Gdybyś z tych ogrodów dała mi kwiaty lub owoce, to wówczas bym uwierzył”. W tym momencie pojawiło się dziecko z koszem pięknych kwiatów i smacznych owoców. Nawrócony tym cudownym wydarzeniem, po wielu męczarniach św. Teofil został ścięty mieczem razem z Dorotą.
Niektóre źródła datują śmierć obojga na po 305 roku za czasów Maksymina Dazy.

## Kult

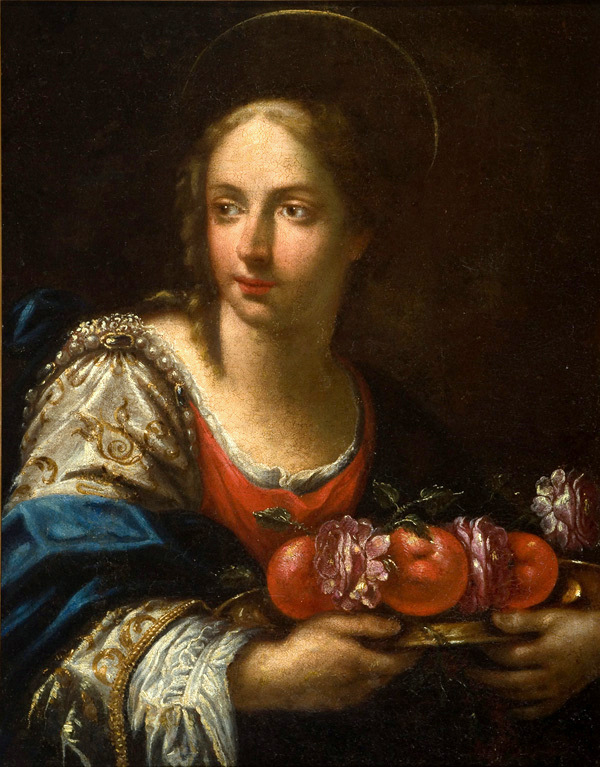
Tradycyjne przedstawienie świętej

Kult Doroty rozszerzył się w Europie, szczególnie we Włoszech, Niemczech i Polsce.
Pod koniec średniowiecza w Szwecji św. Dorotę dodano jako piętnastą do grona Czternastu Świętych Wspomożycieli.
W Polsce jeszcze w dwudziestoleciu międzywojennym istniał zwyczaj „chodzenia z Dorotą” w okresie Bożego Narodzenia. Była to inscenizacja męczeństwa św. Doroty.
Ikonografia
W ikonografii św. Dorota przedstawiana w stroju królewskim z koroną na głowie, czasami wśród chórów anielskich.
Atrybutami są: anioł, trzy jabłka i trzy róże (lub kosz z nimi), a także korona, krzyż, lilia, miecz oraz palma męczeństwa.
Patronat
Jest patronką m.in. młodych małżeństw, ogrodników, botaników i górników.
Dzień obchodów
Jej wspomnienie liturgiczne w Kościele katolickim obchodzone jest 6 lutego.
Cerkiew prawosławna, z uwagi na liturgię według kalendarza juliańskiego, wspomina męczennicę 6/19 lutego, tj. 19 lutego według kalendarza gregoriańskiego.

## W kulturze
Z dniem Doroty związane są przysłowia, m.in.:
- Na Świętej Doroty będzie śniegu za płoty.
- O świętej Dorocie pójdziesz po błocie,
- Święta Dorota wypuszcza skowronka za wrota.
- Po świętej Dorocie wyschną chusty na płocie.